# Yannick Gerhardt
Yannick Gerhardt (* 13. března 1994, Würselen, Německo) je německý fotbalový záložník a reprezentant, od roku 2016 hráč klubu VfL Wolfsburg.

## Klubová kariéra
- SC Kreuzau (mládež)
- 1. FC Köln (mládež)
- 1. FC Köln 2013–2016
- VfL Wolfsburg 2016–[2]

## Reprezentační kariéra
Gerhardt nastupoval za německé mládežnické reprezentace U18, U19, U20 a U21. Zúčastnil se Mistrovství Evropy hráčů do 21 let 2017 v Polsku, kde s týmem získal titul (historicky druhý pro Německo). Dostal se do jedenáctičlenné All-star sestavy šampionátu.
V A-mužstvu Německa debutoval 15. 11. 2016 v přátelském zápase v Miláně na stadionu San Siro proti reprezentaci Itálie (remíza 0:0).